# 주한 그리스 대사관
주한 그리스 대사관(그리스어: Πρεσβεία της Ελλάδος στη Σεούλ)은 대한민국 서울특별시 중구 장교동 1 한화빌딩 27층에 위치하고 있는 그리스 대사관이다. 현직 주한 그리스 대사는 에카테리니 루파이다.

## 역사
그리스는 6.25 전쟁에서 유엔사령부 휘하 부대인 그리스 한국 원정군을 파견하여 대한민국을 지원했으며 1961년 4월 5일에 대한민국과 수교했다. 대한민국 정부는 1973년 7월 6일에 그리스 아테네에 주그리스 대한민국 대사관을 설립했다.
그리스 정부는 대한민국과 수교한 이후에 한동안 주일본 그리스 대사관에서 대한민국과 관련된 외교 임무를 겸임해 오다가 1991년 10월 22일에 대한민국 서울에 주한 그리스 대사관을 설립했다. 특이하게 주한 그리스 대사관은 설립될 당시부터 한화빌딩에 입주하고 있는데 이는 한화그룹의 창업주인 김종희 회장이 1967년에 그리스 주재 대한민국 명예영사로 임명된 인연 때문이다. 김종희의 아들인 김승연 한화그룹 회장도 그리스 주재 대한민국 명예총영사를 역임했다.

## 주요 업무
주요 업무는 대한민국 정부와의 외교·교섭, 투자 유치 활동, 대한민국 거주 그리스 국민의 보호 육성, 외교 정책 홍보, 문화, 학술, 체육 협력, 여권, 입국 사증 발급 및 영사 확인 업무 등이다. 주한 그리스 대사관에서는 조선민주주의인민공화국과 관련된 외교 임무를 겸임하고 있다.

## 같이 보기
- 그리스-대한민국 관계
- 주그리스 대한민국 대사관
- 그리스의 재외공관 목록
- 대한민국 주재 외국공관 목록